# Saint-Remy-du-Nord
Saint-Remy-du-Nord település Franciaországban, Nord megyében. Lakosainak száma 1057 fő (2022. január 1.). Saint-Remy-du-Nord Hautmont, Bachant, Boussières-sur-Sambre, Limont-Fontaine és Pont-sur-Sambre községekkel határos.

## Népesség
A település népessége az elmúlt években az alábbi módon változott:
| Lakosok száma | 1164 | 1135 | 1131 | 1115 | 1108 | 1095 | 1083 | 1070 | 1057 |
|               | 2013 | 2015 | 2016 | 2017 | 2018 | 2019 | 2020 | 2021 | 2022 |